# Aeroportul Regional Walnut Ridge
Aeroportul Regional Walnut Ridge (IATA: ARG, ICAO: KARG, FAA LID: ARG) este un aeroport din Arkansas, Statele Unite ale Americii ce deservește zona Walnut Ridge⁠(d). A fost numit după zona deservită.
Situat la o altitudine de 85 m, aeroportul dispune de 3 piste.

## Infrastructură

### Piste
Aeroportul dispune de 3 piste: 
- pista 04/22 din asfalt, cu dimensiunile 6.001 picioare × 150 picioare
- pista 13/31 din beton, cu dimensiunile 5.003 picioare × 150 picioare
- pista 18/36 din beton, cu dimensiunile 5.001 picioare × 150 picioare